# 胡恩 (弘治進士)
胡恩（1457年—？），字允承，浙江紹興府會稽縣人，軍籍，明朝政治人物。

## 生平
浙江鄉試第六十五名舉人。弘治六年（1493年）中式癸丑科會試第二百五十名，三甲第一百四十四名進士。

## 家族
曾祖胡祥，監察御史；祖父胡智，廣西左布政使；父胡謙，母方氏。慈侍下。弟胡怡（贡士）、胡悊（贡士）、胡惪（进士）。